# Thirsty Moon

Thirsty Moon (1976)

Thirsty Moon ist eine deutsche Krautrockband der 1970er Jahre. Sie wird dem Bereich Jazz-Rock-Fusion zugerechnet.

## Geschichte

### Anfänge
Die Brüder Norbert und Jürgen Drogies begannen in den 1960er Jahren, sich in der Bremer „Beatmusik-Szene“ zu betätigen. Die seinerzeitige Konstellation verhielt sich dermaßen, dass Jürgen Gitarre spielte und Norbert, der beim ersten Auftritt in der „Lila Eule“ erst 15 Jahre alt war, hinterm Schlagzeug saß. Die erste Band der Brüder hieß The Outcasts. Neben den zum damaligen Zeitpunkt weitestgehend üblichen Coverversionen wurden schon teilweise erste eigene Stücke gespielt.

### Gründung
Nach einem kurzen Zwischenspiel als DRP (=Drogies-Ranwig-Pickert) und einem Theaterprojekt wurde Anfang der 70er Thirsty Moon gegründet. In der Originalbesetzung waren das Norbert Drogies, Jürgen Drogies, Michael Kobs, Harald Konietzko, Erwin Noack, Willi Pape, und Hans-Werner Ranwig. Kurz vor Aufnahme des zweiten Albums verließ Ranwig die Band, Gitarrist und Sänger Siegfried Pisalla kam in die Gruppe und Andreas Helms, der bereits vorher bei DRP und Tomorrow Too Bass gespielt hatte, löste vorübergehend Harald Konietzko am Bass ab.
Konietzko und Pisalla hatten in den Jahren 1969–71 in der Bremer Formation „Tomorrow Too“ zusammengearbeitet, die als erste bedeutende Prog-Rock-Band der Region gelten kann. Das selbstgeschriebene Songmaterial dieser Band konnte die Produzenten von Nektar 1970 überzeugen, der Band einen Plattenvertrag anzubieten, den die Band aber zögerlich behandelte und aufgrund personeller Turbulenzen im Folgenden nicht fristgerecht einlösen konnte. Man spielte in renommierten Clubs wie dem „Jaguar“ in Herford, in dem auch Jimi Hendrix vorher mehrfach aufgetreten war.
Saxophonist und Flötist Willi Pape arbeitete in einer Werbeagentur und kannte daher die Biermarke Thirsty Moon, an die sich der Bandname anlehnte. Akustisch verstand das nicht jeder, deshalb wurde manchmal „Thursday Moon“ gesagt. Thirsty Moon spielte ausschließlich Eigenkompositionen. Durch die wechselnden Besetzungen kam zeitweise Jazz-Einfluss in die Musik.

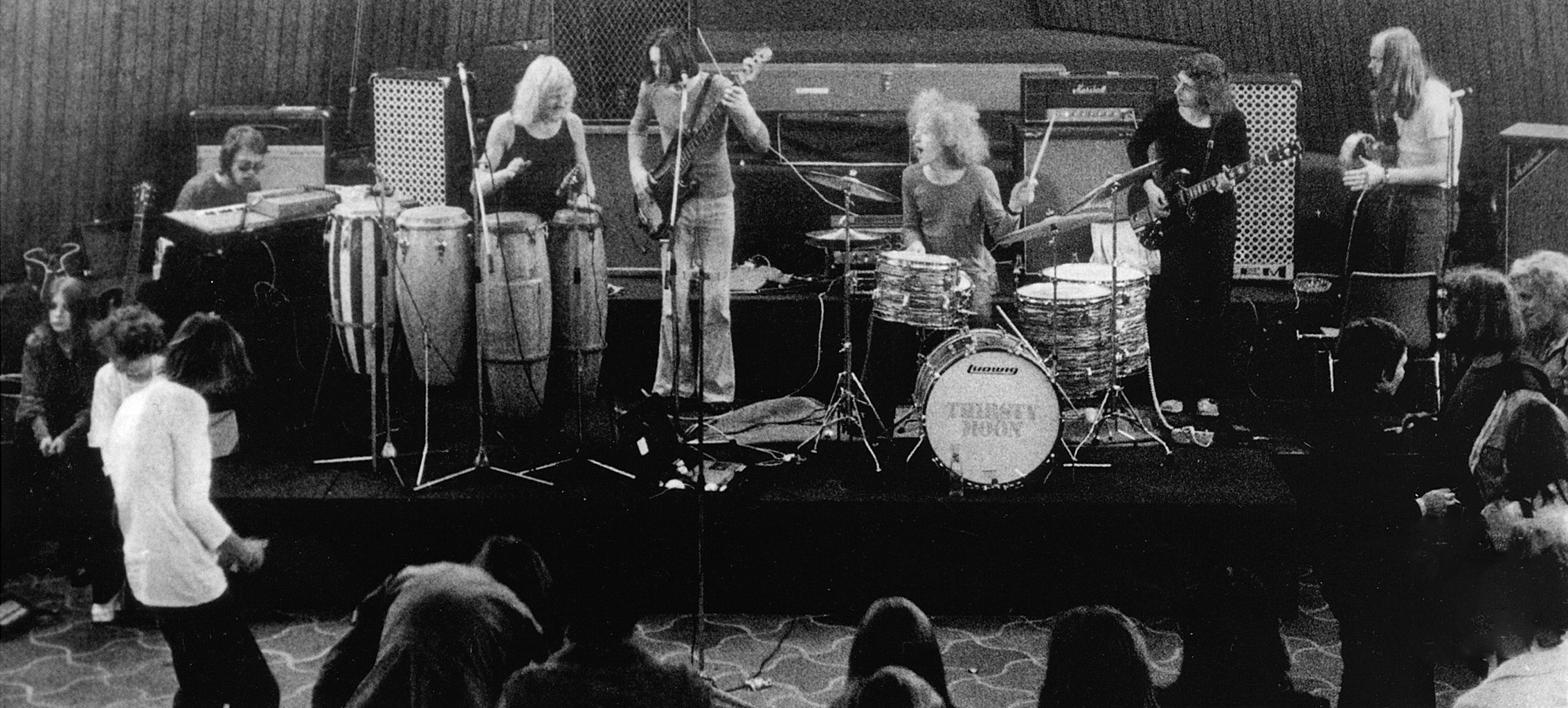
Thirsty Moon (1973)

### Brain und Sky Records
Anfang der 1970er Jahre gründete die Schallplattenfirma Metronome das Label Brain, speziell für deutsche Gruppen. Die Musik, die hier veröffentlicht wurde, bekam den Spitznamen Krautrock. Dabei waren u. a. Jane, Grobschnitt, Neu!, Scorpions und auch Thirsty Moon.
Vier Thirsty-Moon-Alben sind auf Brain erschienen, das fünfte auf Sky Records, ein sechstes, das Live-Album aus Archivmaterial, 2006 auf Long Hair Music.
Das erste Album mit dem Titel Thirsty Moon wurde aufgenommen und gemischt von dem Toningenieur und Produzenten Conny Plank, der unter anderem auch mit Ultravox und den Eurythmics gearbeitet hat.
Zahlreiche Umbesetzungen folgten auf das erste Album. Das dritte Album Blitz wurde allein von Norbert und Jürgen Drogies komponiert und eingespielt.

### Jüngere Entwicklungen
Im November 2006 begann die Firma LongHair Music mit einer Serie von Wiederveröffentlichungen der Thirsty-Moon-Alben auf CD. Zusätzlich wurde ein Live-Mitschnitt von 1975 zum ersten Mal veröffentlicht. Die CDs enthalten reichlich ausgestattete Booklets und zusätzliche Bonus-Tracks, die nicht auf den LPs enthalten sind. 2011 erschien bei Sireena Records das Album Lunar Eclipse mit dem Live-Mitschnitt eines Konzerts von 1976.
Seit 2007 hat Gründungsmitglied Jürgen Drogies mit seiner neuen Formation Back to the Moon mehrere Veröffentlichungen getätigt.

## Diskografie
Alben
- 1972: Thirsty Moon
- 1974: You’ll Never Come Back
- 1975: Blitz
- 1976: A Real Good Time
- 1981: Starchaser
- 2006: I’ll Be Back – Live ’75
- 2011: Lunar Eclipse – Live at Stagge’s Hotel 1976